# Donzère
Donzère ist eine französische Stadt mit 5981 Einwohnern (Stand 1. Januar 2022) im Département Drôme in der Region Auvergne-Rhône-Alpes.

## Geografie
Donzère liegt sechs Kilometer nördlich von Pierrelatte und zwölf Kilometer südlich von Montélimar im Tal der Rhône an deren orografisch linkem Ufer. Der Canal de Donzère-Mondragon beginnt in Donzère und endet in Mondragon; er ist 24 Kilometer lang.

## Bevölkerungsentwicklung
| Jahr                       | 1962 | 1968 | 1975 | 1982 | 1990 | 1999 | 2005 | 2016 |
| Einwohner                  | 2311 | 3334 | 3223 | 3915 | 4265 | 4379 | 5343 | 5739 |
| Quellen: Cassini und INSEE |      |      |      |      |      |      |      |      |

## Sehenswürdigkeiten
Die romanische Kirche Saint-Philibert wurde im 12. Jahrhundert erbaut. Im 17. Jahrhundert wurde der Glockenturm restauriert. Im 19. Jahrhundert wurde die Westfassade erneuert. Sie ist als Monument historique (historisches Denkmal) klassifiziert.
Der Uhrturm wurde 1848 neu aufgebaut, nachdem der alte Turm 1844 abgerissen worden war, um die Straße zu vergrößern.
Der Turm Chenivesse wurde 1510 im Renaissancestil errichtet. Seit 1947 ist der Turm zusammen mit der Stadtmauer und der Burg als Site Inscrit (eingetragene Sehenswürdigkeit) verzeichnet. Die Burg Renaissance wurde im 16. Jahrhundert von Claude de Tournon erbaut.

## Wirtschaft und Infrastruktur

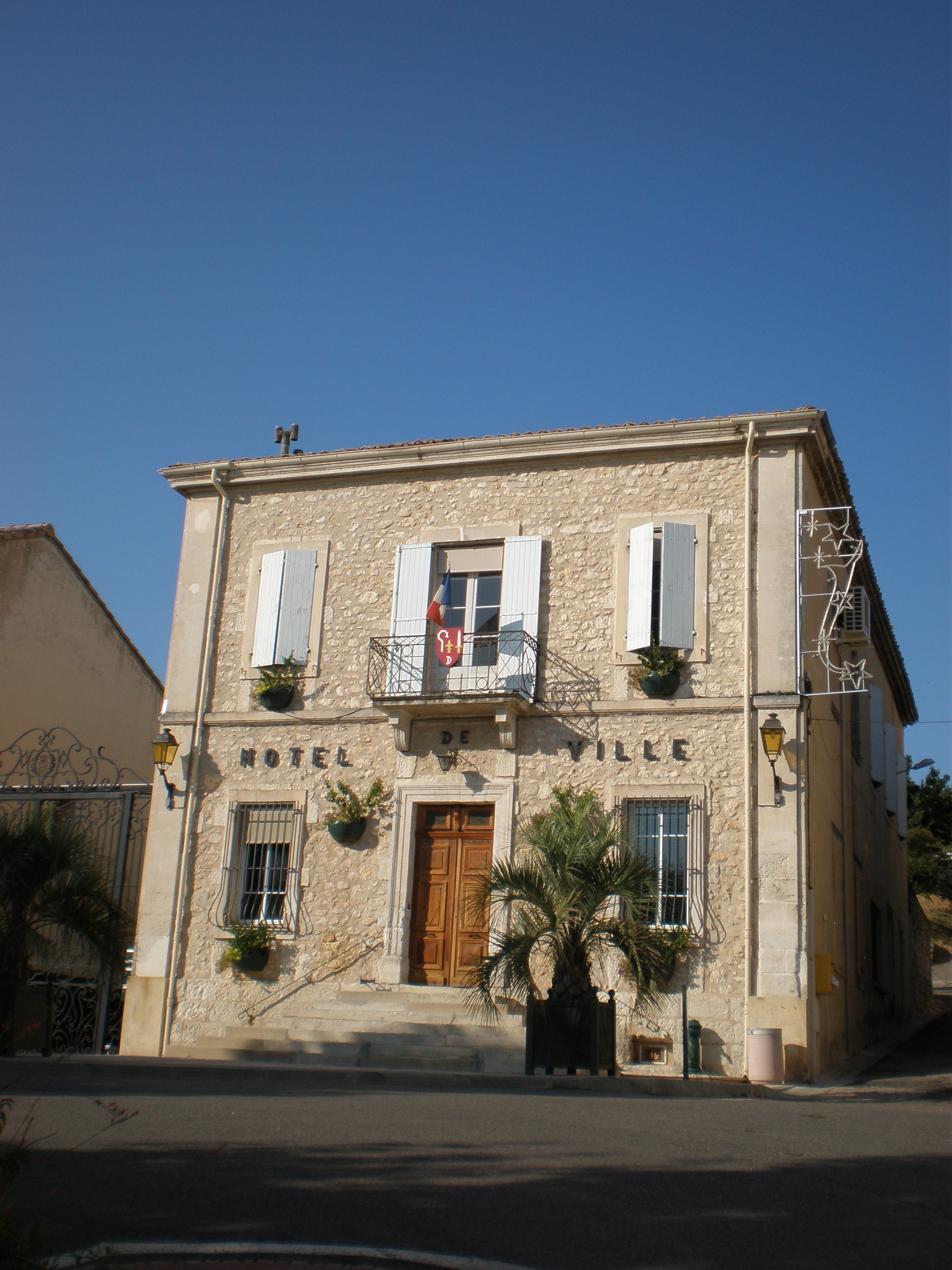
Hôtel de ville, Rathaus

In der Region um Donzère wird Weinbau betrieben. Die hier hergestellten Weine dürfen unter der Herkunftsbezeichnung Grignan-les-adhémar (bis 2010: Coteaux du Tricastin) vermarktet werden.

### Verkehr
Donzère hat einen Bahnhof an der Bahnstrecke Paris–Marseille der SNCF. Eine Buslinie verkehrt zwischen den Ortschaften Montélimar-Pierrelatte-Saint-Paul-Trois-Châteaux und hält in Donzère.
Etwas oberhalb von Donzère an der Rhône steht der Pont du Robinet, eine 1847 erbaute Hängebrücke, die für Pkw bis 3,5 t einen direkten Weg auf die andere Seite des Flusses bietet.

### Bildung
In Donzère gibt es drei Kindergärten und zwei Grundschulen.

## Sport
Seit den 1950er Jahren gibt es ein städtisches Schwimmbad in Donzère, das jährlich vom 1. Juli bis zum 30. August geöffnet ist. Das Fußballstadion Michel Hidalgo im Süden von Donzère hat eine Tribüne mit 200 überdachten Plätzen. Es wird hauptsächlich für Fußballveranstaltungen verwendet. Dem Stadion angegliedert sind ein Tennisplatz und ein Skatepark. Das Stadion Jean-Pierre Rives liegt inmitten der Stadt und wird für Rugbyveranstaltungen sowie für den Schulsport und das Training genutzt.

## Persönlichkeiten
- Joseph Joubert (* in Donzère 1640; † in Lyon 1719), war ein Jesuit, Altphilologe, Romanist und Lexikograf
- Félix Clément (* in Donzère 1826; † 1888), war ein Maler und von 1874 bis 1877 Direktor der École nationale des beaux-arts de Lyon.
- Loÿs Prat (* in Donzère 1879; † in Avignon 1934), war eine Malerin, die vor allem die Landschaften des Rhônetals malte.